# Elisabetta di Hohenzollern
Elisabetta di Hohenzollern (Ansbach, 29 novembre 1451 – Nürtingen, 28 marzo 1524) era figlia del principe elettore Alberto III di Brandeburgo e della prima moglie Margherita di Baden.

## Biografia
Venne data in moglie al duca Eberardo II di Württemberg che sposò a Stoccarda nel 1467.
L'unione però si rivelò sterile e infelice, tanto che la duchessa fece ritorno da suo padre.
Spinto dall'imperatore Massimiliano, Eberardo dovette abdicare a favore di suo nipote Ulrico di Württemberg in data 11 giugno 1498. Pose però come condizione che il nuovo duca dovesse prendersi cura di Elisabetta assicurandole il mantenimento.
Elisabetta si ritirò nel castello di Nürtinger, dove condusse una pia esistenza dedicandosi alla cura dei poveri e alla ricostruzione della città.

## Ascendenza
|                                |                     |                              | Genitori                 |  |  | Nonni |  |  | Bisnonni                 |  |  | Trisnonni                 |  |
|                                |                     |                              |                          |  |  |       |  |  | Federico V di Norimberga |  |  | Giovanni II di Norimberga |  |
|                                |                     |                              |                          |  |  |       |  |  | Federico V di Norimberga |  |  | Giovanni II di Norimberga |  |
|                                |                     | Elisabetta di Henneberg      |                          |  |  |       |  |  | Federico V di Norimberga |  |  |                           |  |
| Federico I di Brandeburgo      |                     |                              |                          |  |  |       |  |  | Federico V di Norimberga |  |  |                           |  |
|                                |                     | Elisabetta di Meißen         | Federico II di Meißen    |  |  |       |  |  |                          |  |  |                           |  |
|                                |                     | Elisabetta di Meißen         | Federico II di Meißen    |  |  |       |  |  |                          |  |  |                           |  |
|                                |                     | Elisabetta di Meißen         | Matilde di Baviera       |  |  |       |  |  |                          |  |  |                           |  |
| Alberto III di Brandeburgo     |                     | Elisabetta di Meißen         |                          |  |  |       |  |  |                          |  |  |                           |  |
|                                |                     | Federico di Baviera-Landshut | Stefano II di Baviera    |  |  |       |  |  |                          |  |  |                           |  |
|                                |                     | Federico di Baviera-Landshut | Stefano II di Baviera    |  |  |       |  |  |                          |  |  |                           |  |
|                                |                     | Federico di Baviera-Landshut | Isabella d'Aragona       |  |  |       |  |  |                          |  |  |                           |  |
| Elisabetta di Baviera-Landshut |                     | Federico di Baviera-Landshut |                          |  |  |       |  |  |                          |  |  |                           |  |
|                                |                     | Maddalena Visconti           | Bernabò Visconti         |  |  |       |  |  |                          |  |  |                           |  |
|                                |                     | Maddalena Visconti           | Bernabò Visconti         |  |  |       |  |  |                          |  |  |                           |  |
|                                |                     | Maddalena Visconti           | Beatrice della Scala     |  |  |       |  |  |                          |  |  |                           |  |
| Elisabetta di Hohenzollern     |                     | Maddalena Visconti           |                          |  |  |       |  |  |                          |  |  |                           |  |
|                                | Bernardo I di Baden | Rodolfo VI di Baden          |                          |  |  |       |  |  |                          |  |  |                           |  |
|                                | Bernardo I di Baden | Rodolfo VI di Baden          |                          |  |  |       |  |  |                          |  |  |                           |  |
|                                | Bernardo I di Baden | Matilde von Sponheim         |                          |  |  |       |  |  |                          |  |  |                           |  |
| Giacomo I di Baden             | Bernardo I di Baden |                              |                          |  |  |       |  |  |                          |  |  |                           |  |
|                                |                     | Anna di Oettingen            | …                        |  |  |       |  |  |                          |  |  |                           |  |
|                                |                     | Anna di Oettingen            | …                        |  |  |       |  |  |                          |  |  |                           |  |
|                                |                     | Anna di Oettingen            | …                        |  |  |       |  |  |                          |  |  |                           |  |
| Margherita di Baden            |                     | Anna di Oettingen            |                          |  |  |       |  |  |                          |  |  |                           |  |
|                                |                     | Carlo II di Lorena           | Giovanni I di Lorena     |  |  |       |  |  |                          |  |  |                           |  |
|                                |                     | Carlo II di Lorena           | Giovanni I di Lorena     |  |  |       |  |  |                          |  |  |                           |  |
|                                |                     | Carlo II di Lorena           | Sofia di Württemberg     |  |  |       |  |  |                          |  |  |                           |  |
| Caterina di Lorena             |                     | Carlo II di Lorena           |                          |  |  |       |  |  |                          |  |  |                           |  |
|                                |                     | Margherita del Palatinato    | Roberto del Palatinato   |  |  |       |  |  |                          |  |  |                           |  |
|                                |                     | Margherita del Palatinato    | Roberto del Palatinato   |  |  |       |  |  |                          |  |  |                           |  |
|                                |                     | Margherita del Palatinato    | Elisabetta di Norimberga |  |  |       |  |  |                          |  |  |                           |  |
|                                |                     | Margherita del Palatinato    |                          |  |  |       |  |  |                          |  |  |                           |  |